# Kostas Gousgounis
Kostas Gousgounis, född 21 mars 1931 i Larissa, Grekland, död 6 maj 2022 nära Aten, var en grekisk porrskådespelare som även spelade roller inom andra filmgenrer.

## Roller
- (2000) - Mavro Gala
- (1997) - The Overcoat
- (1995) - Radhio Moskha